# Terrordådet i Åbo 2017
Terrordådet i Åbo 2017 ägde rum den 18 augusti 2017 mellan 16:02 och 16:05 lokal tid (UTC+3) där tio personer blev knivhuggna i centrala Åbo i sydvästra Finland. Två personer avled av sina skador, medan åtta skadades. Det är alltjämt (2020) det enda dådet gjort i terroristiskt syfte i Finland, sedan brottsrubriceringen infördes.

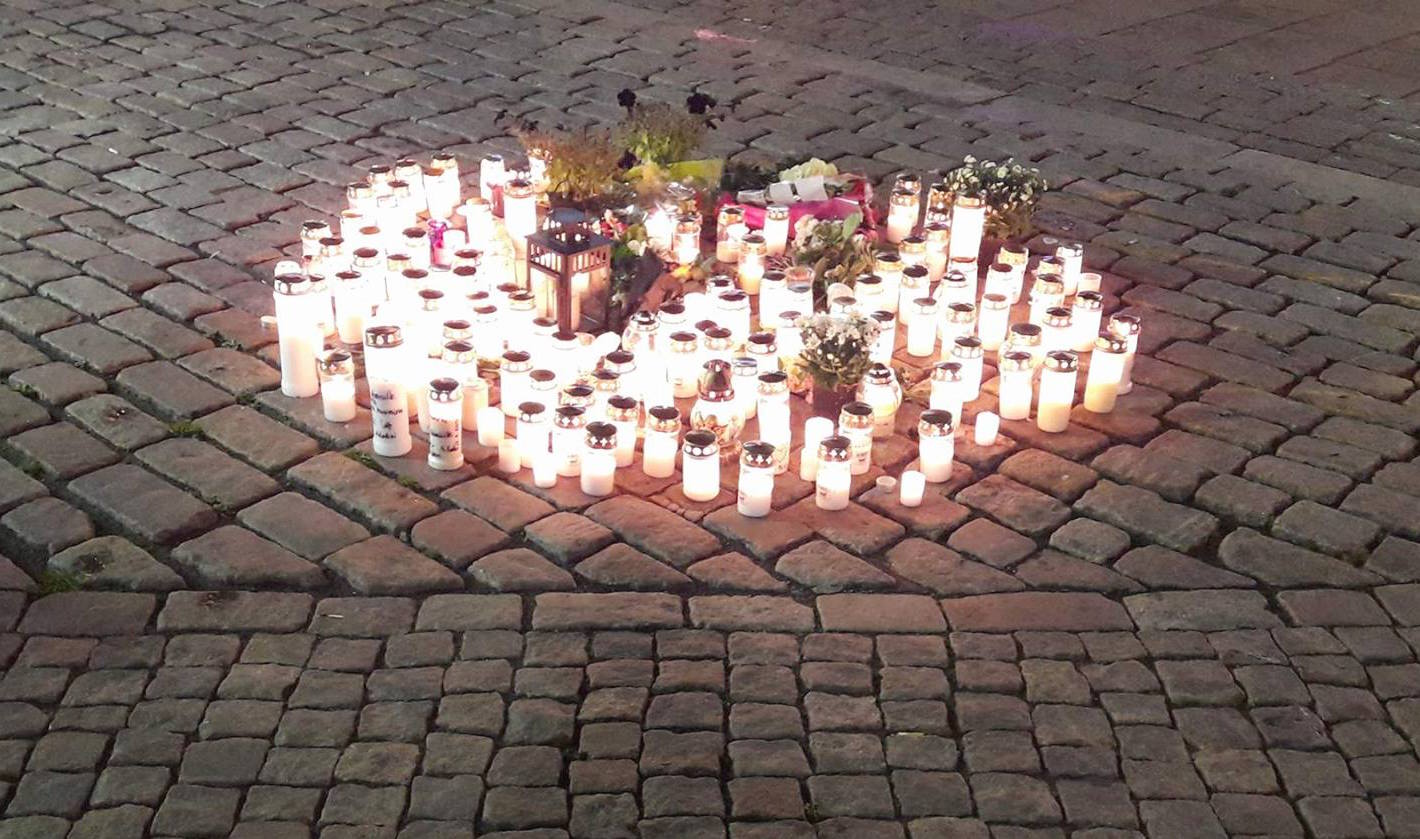
Minnesljus vid torget i Åbo några timmar efter attacken

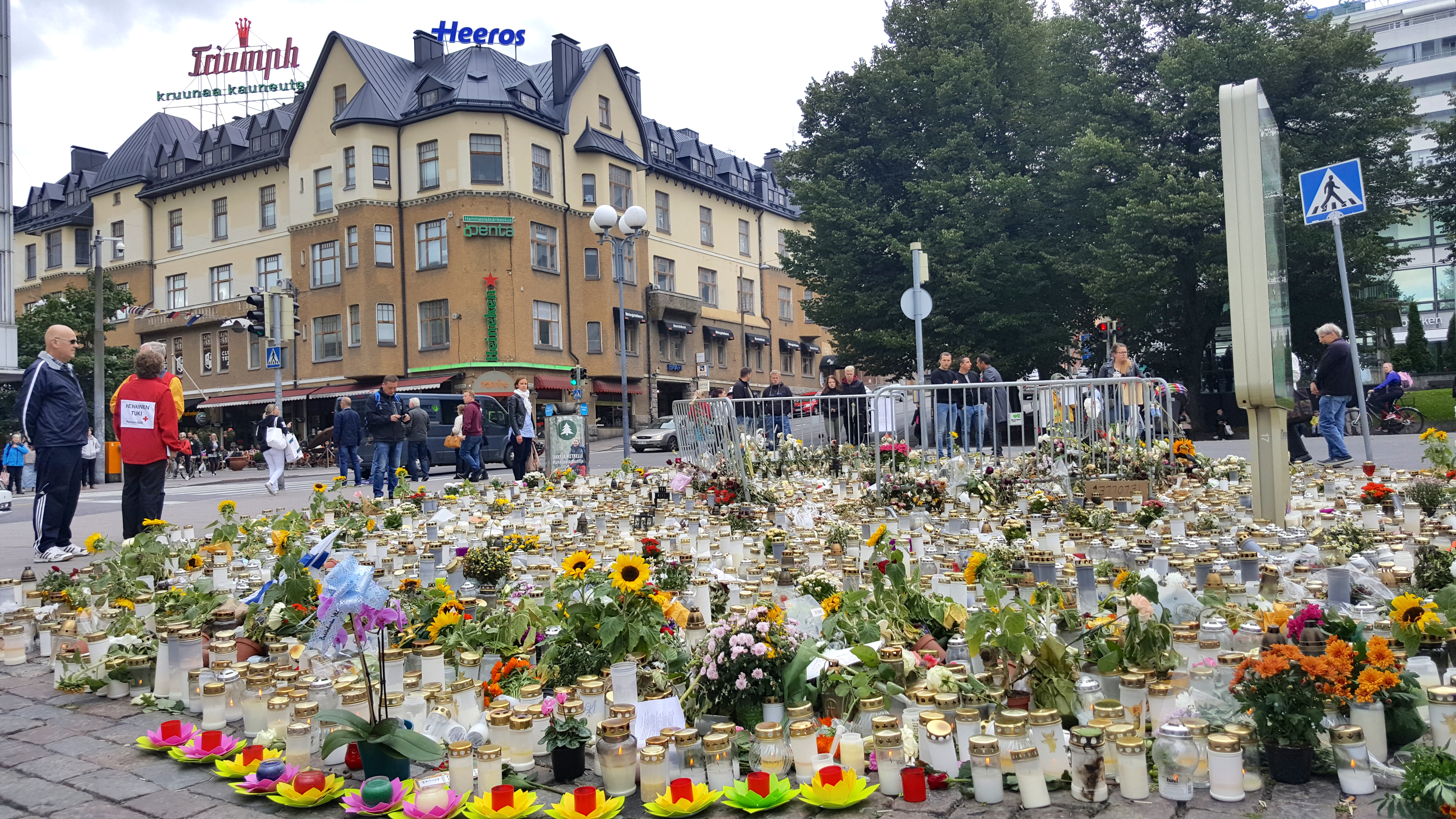
Ljus och blommor den 26 augusti 2017, vid platsen där attacken startade

## Attack
Attacken utfördes av en marockan vid namn Abderrahman Bouanane som fått avslag på sin asylansökan, och som hade falska identitetshandlingar.
Dagen före attacken tittade han på videoklipp från ett terrorattentat i Barcelona. På dagen för attacken tog han sig från S:t Karins till Åbo för att be i en moské, och spelade därefter in ett manifest som han publicerade i sociala medier. Bounane begav sig sedan till Salutorget i Åbo och började knivhugga personer och vråla "allahu akbar". Han beskrev att han undvek att se sina offer i ögonen, men ändå tittade lite snabbt för att se om det var en finländare eller inte. Han attackerade även dem som försökte stoppa honom. Han beskrev även att han knivhögg en person för att personen i fråga var på Salutorget i tjänst för Jehovas vittnen.
Polisen larmades 16.02. Tre minuter senare sköt poliser angriparen i låret och han greps.

## Rättegång
I juni 2018 dömdes mannen till livstids fängelse för två mord och åtta mordförsök i terrorsyfte, där hans avsikt varit att främja terrororganisationen Islamiska statens (IS) ideologi och föra ett krig mot vad han uppfattade som otrogna människor.
Försvarsadvokaterna försökte få Bounane dömd för dråp och dråpförsök, trots att Bounane själv uppgivit att attacken var en terroristattack. En marockansk barndomsvän och sammanboende med Bounane som skulle vittna i rättegången lämnade Finland innan rättegången påbörjades. Under rättegången blev väktare vid ett tillfälle tvungna att föra ut Bounane ur rättssalen efter att han blivit arg och ropat högljutt från de anklagades bänk åt en man som han knivhuggit, när denne lämnade sitt vittnesmål.
Tingsrätten noterade att Bounane hade bekantat sig med IS-relaterat material och publicerat ett islamistiskt manifest före knivattacken. I och med den ideologiska kopplingen till IS bedömde tingsrätten att mannen med sitt dåd velat sprida fruktan hos befolkningen, vilket är ett av strafflagens kriterier för terroristbrott.